# Wheels Are Turnin'
Wheels Are Turnin' es el nombre del undécimo álbum de estudio de la banda estadounidense de hard rock REO Speedwagon, Fue lanzado al mercado bajo el sello discográfico de Epic a finales de 1984, donde se desprende el exitoso sencillo: Can't Fight This Feeling

## Lista de canciones
1. I Do' Wanna Know (Kevin Cronin) - 4:12
2. One Lonely Night (Neal Doughty) - 3:20
3. Thru the Window (Bruce Hall, Jeffery B. Hall) - 5:01
4. Rock'n Roll Star (Gary Richrath, Cronin, Tom Kelly) - 3:40
5. Live Every Moment (Cronin) - 4:56
6. Can't Fight This Feeling (Cronin) - 4:55
7. Gotta Feel More (Cronin, Richrath, Kelly) - 4:26
8. Break His Spell (Richrath) - 2:57
9. Wheels Are Turnin (Cronin) - 5:47